# カスコクウィム川

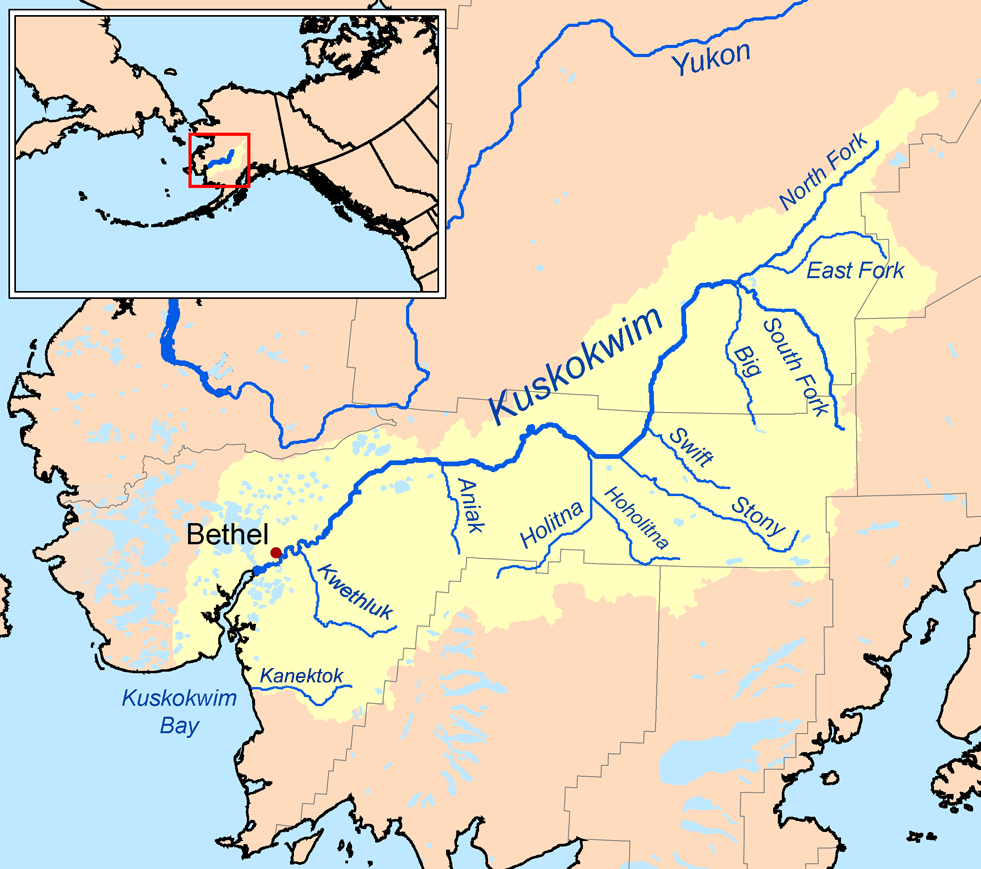
流域図

カスコクウィム川またはカスコ川（カスコクウィムがわ、カスコがわ、英: Kuskokwim River、Kusko River、ユピック語 : Kusquqvak）は、アメリカ合衆国、アラスカ州南西部にある全長1,165 km (724マイル）の河川。河口部の流出水量は全米の河川で9番目に多く、流域面積でも17位に入る。
川の水源はアラスカ山脈北西部の人里はなれた内陸の地で、そこからベーリング海のカスコクウィム湾に注ぐ。山岳地域を流れる上流部を除けばずっとゆったりと流れるため、多くの種類の船舶が航行する。また、一つの州のみを流れるなかでは全米で最長の川でもある（わずか23km差でテキサス州のトリニティ川が二位）。
カスコクウィムとはユピック語で「とてものろいもの」という意味だが、英語のKuskokwimという表記は正確ではない。

## 起源
川は1818年に欧米人として初めてウスティウゴフが発見し、サリチェフ中尉によって1826年にリカ・カスコクヴィムとして地図上に記載された。先住民のタナナの人々はチンアナと呼んでいたが、現代では老人ぐらいしかそう呼ぶ者はいない。

## 地理
川はメドラの8km東にあるイーストフォークカスコクウィム川とノースフォークカスコクウィム川との合流部から南東に流れてベーリング海のカスコクウィム湾に注ぐ。

## 詳細
川のいくつかの支流はアラスカ南中部に源を発する。このうち全長400kmのノースフォークカスコクウィム川の源流はフェアバンクスの西南西約320kmにあるカスコクウィム山地にあり、幅の広い谷を南西へ流れる。また、全長320kmのサウスフォークカスコクウィム川の源流はアラスカ山脈の南西端、ガーディーン山の西にあり、山地を北北西へ流れニコライの村を通り過ぎるとデナリの北西の山麓から流れ出た川と合流する。この二つの支流はメドルファの近くで合流し、マグラスの村を通り過ぎるとカスコクウィム山地とアラスカ山脈の合間の辺鄙な谷を流れる。
カスコクウィム山地を抜け出すと、ユーコン川の南側の沖積平野に出る。そこには大きな湖が点在し、その周りをトウヒの森が取り囲んでいる。アニアックなどのエスキモーの村々を通り過ぎ、ユーコン川まで直線で80kmの距離に迫ったところで南西にそれる。川沿いに位置するなかでは最大のコミュニティのベセルを通り過ぎると川幅はさらに広がり、そこから南南西に約50km流れるとカスコクウィム湾に流れ込む。アニアックより下流はユーコン・デルタ国立野生生物保護区の域内を通ることになる。
カスコクウィム川にはメドルファの南西約32km地点で南からビッグ川が合流する。また、平野部に出る前のカスコクウィム山地の南端では南からスウィフト、ストーニー、ホリトナの各河川が合流する。さらに、アニアックでは南からアニアック川が合流する。ほかにもベセルの上流32km地点で南からキサラリック川がクウェスルック川が合流し、河口のイークの村の近郊では東からイーク川が合流する。

## 歴史

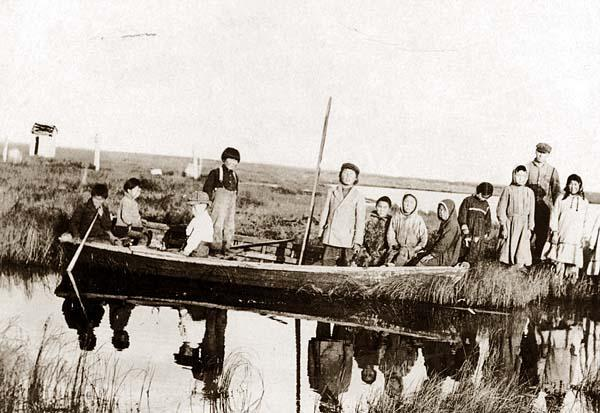
1900年ごろ、イヌイットとカスコクウィム川を往くモラヴィア兄弟団の使節

毛皮交易や漁労など、カスコクウィム川を使った経済活動は昔からあった。先住民族のチヌークの人々はこの川で主食となるサーモンを獲った。1901年にはアニアック近郊で砂金が発見され、この地域の鉱物生産量のほとんどが砂金で占められるようになりその総生産量は350万トロイオンスにも上った。その砂金を輸送するイディタロッド・トレイルはサウスフォークカスコクウィム川沿いに南へ走り、アラスカ山脈を出るとマグラス近郊で川とは離れて西に延びノームに至った。